# Ilemi (Mbeya)
Ilemi ist ein Verwaltungsbezirk (Ward) des Distrikts Mbeya (CC) in der tansanischen Region Mbeya.

## Geografie
Ilemi ist das nordöstliche Zentrum der Regionshauptstadt Mbeya. Die Fläche des Bezirks beträgt 10,5 Quadratkilometer und bei der Volkszählung 2022 lebten hier 45.224 Menschen in 12.141 Haushalten.

## Gliederung
Der Bezirk besteht aus sechs Stadtteilen (Mtaa):
- Mwafute
- Masewe
- Mapelele
- Maanga VETA
- Ilindi
- Ilemi

## Wirtschaft und Infrastruktur
- Bildung: Die öffentlichen weiterführenden Schulen Lyoto Secondary School und Ulambya Secondary School bieten Ausbildung bis zur 4. Stufe an.[6][7] Außerdem gibt es eine berufsbildende Schule, die Kurzkurse und zwei- und dreijährige Ausbildungen anbietet.[8] Die Harrison Uwata Girls Secondary School ist eine 2010 gegründete Privatschule für Mädchen mit einer Ausbildung bis zur 6. Stufe.[9]
- Gesundheit: In Ilemi befindet sich ein öffentliches Gesundheitszentrum, das auch eine Erstversorgung von ambulanten Patienten anbietet.[10]